# Bulat Okudžava

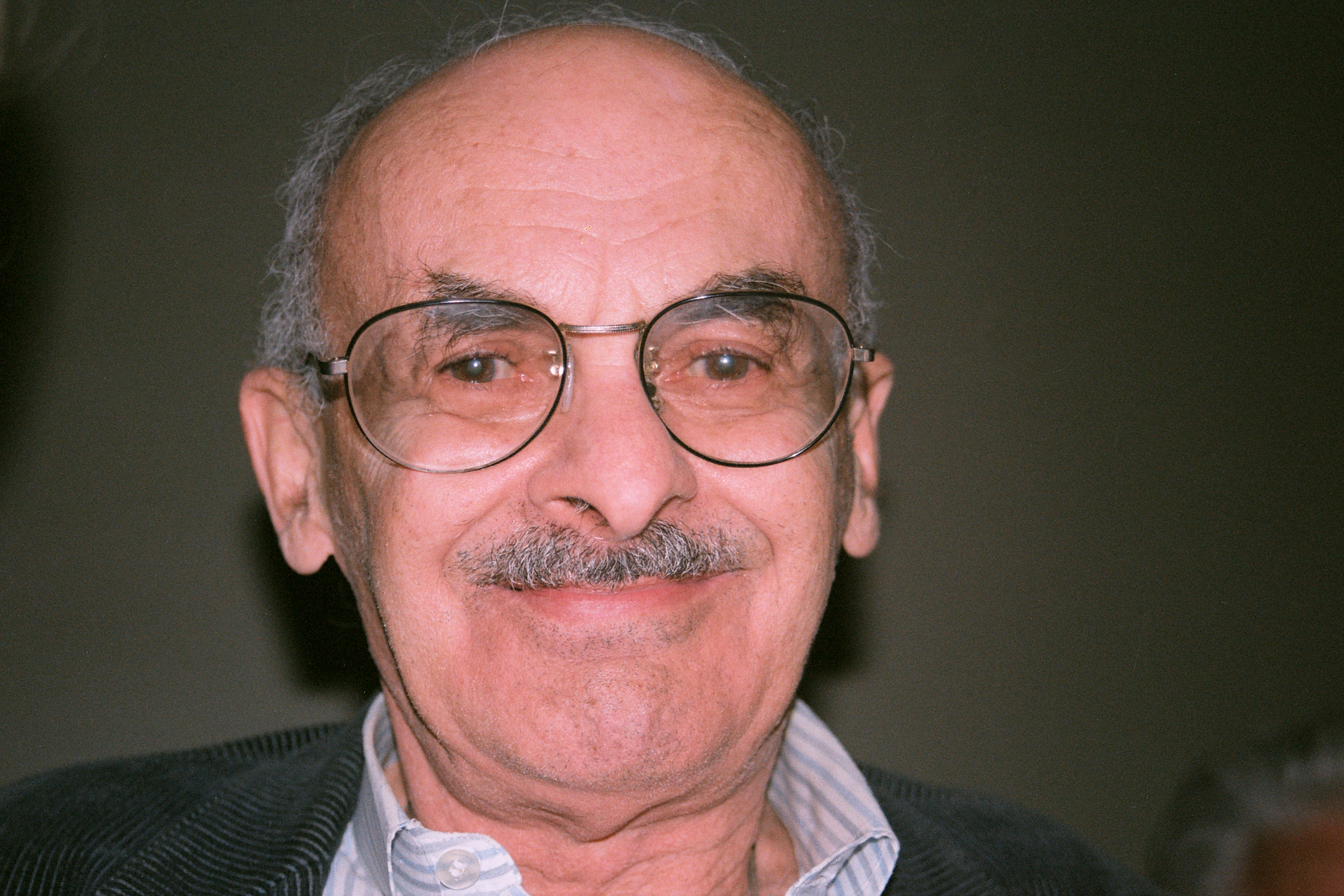
Bulat Okudžava

Bulat Šalvovič Okudžava, rusky Булат Шалвович Окуджава, (9. května 1924, Moskva, Sovětský svaz – 12. června 1997, Paříž, Francie) byl básník, prozaik a šansoniér arménsko-abchazsko-gruzínského původu. V několika filmech působil jako scenárista, herec a autor filmové hudby.

## Život
Narodil se v rodině komunistických funkcionářů, kteří přišli studovat na Komunistickou akademii v Moskvě ve čtvrti Arbat. Dětství strávil střídavě v Tbilisi a v Moskvě. V roce 1937 byli rodiče zatčeni v rámci stalinských čistek. Otec byl 4. srpna 1937 po vykonstruovaném procesu zastřelen, matka byla uvězněna v gulagu „Karlag“ (Карлаг), Karagandská oblast, Kazachstán. Bulat žil s babičkou v Moskvě.
V roce 1942 se přihlásil ve svých 18 letech do Rudé armády jako dobrovolník. Druhou světovou válku strávil na frontě, která výrazně ovlivnila jeho tvorbu. Byl několikrát raněn. Po válce studoval filologii v Tbilisi, studia dokončil v roce 1950. V letech 1950–1954 pracoval jako učitel v obcích Šamordinovo (Шамордино) a Vysokiniči (Высокиничи) v Kalužské oblasti. V letech 1954–1956 pracoval jako redaktor nakladatelství Molodaja gvardija (Молодая гвардия), kde redigoval poezii v časopisu Litěraturnaja gazeta (Литературная газета). V té době začal psát a od roku 1955 také veřejně zpívat..
V roce 1956 po XX. sjezdu KSSS a po rehabilitaci rodičů vstoupil do Komunistické strany Sovětského svazu. V roce 1959 se přestěhoval zpět do Moskvy.

## Dílo
Proslavily ho především jeho lyrické písně, mimo nich však psal také historické romány, novely, básnické sbírky.
V časopisech publikoval od roku 1953. První básnickou sbírku Lyrika (Лирика) vydal v roce 1956 v Kaluze, druhá sbírka Ostrovy mu vyšla v roce 1959.
Jeho prozaickým debutem byla povídka Ahoj študente (Будь здоров, школяр). O její vydání se zasloužil Konstantin Paustovskij. Významné autobiografické povídky jsou: Nás vzbudilo ráno již chladné... (Litěraturnaja gazeta 17, 1974) o odchodu mladičkých dobrovolníků do války; Soukromý život Alexandra Sergejeviče Puškina aneb použití nominativu v díle Michaila Jurieviče Lermontova (Litěraturnaja gazeta 47, 1976), kterou sám autor hodnotí slovy: „smutná povídka o mých smutných učitelských koncích“; Dílčí neúspěchy v celé řadě úspěchů (Družba narodov 1, 1979) groteska ze života mladého redaktora.
V roce 1962 byl přijat do Svazu spisovatelů SSSR.
V roce 1963 se mu dostalo prvního mezinárodního ocenění: obdržel hlavní cenu na básnickém festivalu Stružské večery v Jugoslávii za písničku Cínovej vojášek mýho syna. Velkou popularitu získal především v Polsku.
V roce 1971 vydal svůj první historický román Nebohý Avrosimov, vyšlo časopisecky v roce 1969 pod názvem Бедный Авросимов (Družba narodov 1969), první knižní vydání vyšlo pod názvem Doušek svobody, Глоток свободы, Politizdat, 1971).
Okudžavovy písně byly hudebně jednoduché, přesto se jeho písně s vlastním doprovodem na sedmistrunnou kytaru staly velmi populární. Patřil ke skupině lidí, která se stavěla kriticky k socialistickému režimu, přesto neusilovali o jeho odstranění, usilovali o zlepšení podmínek v rámci socialismu[zdroj?].
V roce 1991 během pobytu v USA se u něj projevila srdeční choroba. Musel absolvovat operaci srdce a po uzdravení již veřejně vystupoval velmi málo.

### Romány
- Ahoj, študente – 1961, česky 1964, překlad: Anna Nováková
- Nebohý Avrosimov – 1971, česky 1974, překlad Ludmila Dušková
- Šipovova dobrodružství aneb Starodávná fraška – 1975, česky 1977, překlad Ludmila Dušková
- Putování diletantů : ze zápisků poručíka ve výslužbě Amirana Amilachvariho – 1979, česky 1983, překlad Ludmila Dušková
- Dostaveníčko s Bonapartem – 1985, česky 1986, překlad Ludmila Dušková
- Zrušené divadlo – 1993, česky 2004, překlad Libor Dvořák, ISBN 80-7217-253-0

### Básnické sbírky
- Lyrika – 1956
- Ostrovy – 1959
- Cesta na Tinatin – 1964
- Veselý bubeníček (Веселый барабанщик) – 1964 – řada textů byla zhudebněna
- Velkomyslný březen (Март великодушный) – 1967
- Arbate, můj Arbate (Арбат, мой Арбат) – 1976 – řada textů byla zhudebněna

### Novela pro děti
- Blíží se k nám fronta – 1965

### České výbory
- OKUDŽAVA, Bulat. Kapela naděje. Příprava vydání Ludmila Dušková; překlad Václav Daněk (básně) a Ludmila Dušková (povídky). Praha: Odeon, 1980.
- OKUDŽAVA, Bulat. Půlnoční trolejbus. Příprava vydání Petr Kovařík; překlad Petr Kovařík. Praha: Československý spisovatel, 1981. (Klub přátel poezie).
- Koně k nezkrocení - Bulat Okudžava a Vladimír Vysockij. Příprava vydání Václav Daněk; překlad Václav Daněk (Bulat Okudžava) a Milan Dvořák (Vladimír Vysockij). Praha: Svaz Hudebníků, 1983. (Edice Kruhu přátel mladé hudby).

## Filmografie (výběr)

### Scenárista
- 1965 Věrnosť (Верность)
- 1967 Žeňa, Ženěčka a „kaťuše“ (Женя, Женечка и "катюша"...)

### Herec
- 1964 Je mi 20 let
- 1967 Žeňa, Ženěčka a „kaťuše“, režie Vladimír Motyl. Ve filmu sám hraje písničku Píseň o kapkách dánskýho krále (Капли Датского короля)
- 1975 Hvězda kouzelného štěstí

### Hudba
- 1970 Běloruské nádraží, režie Vladimír Motyl. Pro tento film napsal písničku Ať to stojí cokoliv (Мы за ценой не постоим, český překlad pod názvem Desátý prapor), která tak dosáhla široké popularity nejen v Rusku, ale i v zahraničí.[2]

## Okudžava a Československo
Poprvé navštívil Československo v roce 1964. Tehdy zde veřejně nevystoupil, pro Československý rozhlas ale nahrál písničku Balada o starým králi.
Okudžavovi čeští překladatelé jsou Václav Daněk, Ludmila Dušková, Libor Dvořák, Milan Dvořák, Jiří Honzík, Petr Kovařík, Jaromír Nohavica, Anna Nováková, Jiří Vondrák.
Okudžavovy písničky zpívali a zpívají:
- Karel Kryl[7]
- Jaromír Nohavica
- Alfred Strejček (československý rozhlas 1978; Divadlo Viola, spolu s Jiřím Šlupkou Svěrákem)[5]
- Milan Dvořák a Věra Slunéčková[8]
- Jiří Vondrák
- Hana Hegerová – píseň Váňa (Ванька Морозов, 1957), překlad Ondřej Suchý[9]

V roce 1975 napsal Vladimír Merta píseň „Na dluh Bulatu Okudžavovi“, která byla nahrána v roce 1988 na LP desce Vladimír Merta 1.
V České republice hrál Okudžava dvakrát: 27. října 1995 koncertoval v Divadle Husa na provázku v Brně a 29. října 1995 v pražském Divadle Komedie. Brněnský koncert uváděl Jiří Vondrák, pražský pak Jiří Suchý. Tyto koncerty byly posledním vystoupením Bulata Okudžavy na veřejnosti.